# مقاطعة وودز (أوكلاهوما)
مقاطعة وودز (بالإنجليزية: Woods County)‏ هي إحدى مقاطعات ولاية أوكلاهوما في الولايات المتحدة الأمريكية.